# Mauro Piacenza

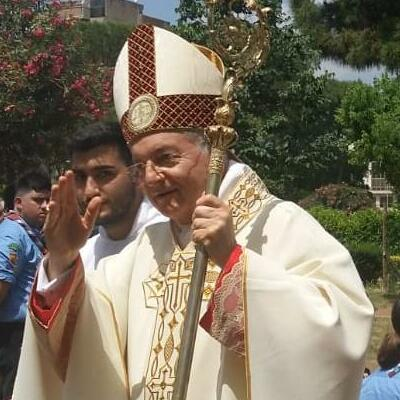
Mauro Kardinal Piacenza an Christi Himmelfahrt 2022 in einer römischen Pfarrei

Wappen von Kardinal Piacenza

Mauro Kardinal Piacenza (* 15. September 1944 in Genua, Italien) ist ein Kurienkardinal der römisch-katholischen Kirche.

## Leben
Piacenza trat 1964 ins Priesterseminar von Genua ein und empfing am 21. Dezember 1969 durch Giuseppe Kardinal Siri die Priesterweihe für das Erzbistum Genua. Von 1970 bis 1975 war er Pfarrvikar der Gemeinde Santa Agnese e Nostra Signora del Carmine. 1973 wurde er Confessor des Großen Priesterseminars, was er bis 1978 blieb. Danach wurde er Kaplan an der Universität von Genua, ehe er 1990 an die Kurie berufen wurde. Zeitweise lehrte er in Genua am Liceo classico Cristoforo Colombo. 2000 wurde Piacenza Untersekretär der Kongregation für den Klerus. 
Papst Johannes Paul II. ernannte ihn am 13. Oktober 2003 zum Titularbischof von Victoriana und zum Präsidenten der Päpstlichen Kommission für die Kulturgüter der Kirche. Am 15. November 2003 empfing er durch Tarcisio Bertone die Bischofsweihe. Am 28. August 2004 wurde er zudem Präsident der Päpstlichen Kommission für Sakrale Archäologie. Beide Ämter erloschen mit seiner Ernennung zum Sekretär der Kongregation für den Klerus, die Papst Benedikt XVI. am 7. Mai 2007 aussprach. Zugleich verlieh ihm der Papst auch den Titel eines Titularerzbischofs. Am 7. Oktober 2010 ernannte ihn Benedikt XVI. zum Präfekten der Kongregation für den Klerus.
Im feierlichen Konsistorium vom 20. November 2010 nahm ihn Papst Benedikt XVI. als Kardinaldiakon mit der Titeldiakonie San Paolo alle Tre Fontane in das Kardinalskollegium auf.
Papst Benedikt XVI. ernannte ihn im Dezember 2011 zudem zum Präsidenten der Stiftung päpstlichen Rechts Kirche in Not. Nach dem Rücktritt Benedikts XVI. nahm Kardinal Piacenza am Konklave 2013 teil.
Papst Franziskus ernannte ihn am 21. September 2013 zum Großpönitentiar beim Gnadengerichtshof, der Apostolischen Pönitentiarie. Am 3. Mai 2021 wurde er von Papst Franziskus unter Beibehaltung seiner Titeldiakonie als Titelkirche pro hac vice zum Kardinalpriester ernannt.
Kardinal Piacenza ist Ehren-Konventualkaplan des Souveränen Malteserordens.
Seit dem 15. August 2014 ist Piacenza der erste Ehrenbürger der Gemeinde Unsere Liebe Frau im Walde-St. Felix.
Mit der Ernennung von Angelo Kardinal De Donatis zum Großpönitentiar endete Piacenzas entsprechende Beauftragung am 6. April 2024.

## Ämter in der Kurie
- Kongregation für die Selig- und Heiligsprechungsprozesse (2014–2024[9])